# Sercan Sararer
Sercan Sararer-Osuna (Norimberga, 27 novembre 1989) è un calciatore turco, con passaporto tedesco e spagnolo, centrocampista dell'Hessen Kassel.